# Scrupocellaria unicornis
Scrupocellaria unicornis är en mossdjursart som beskrevs av Liu 1980. Scrupocellaria unicornis ingår i släktet Scrupocellaria och familjen Candidae. Inga underarter finns listade i Catalogue of Life.